# Radizel
Radizel je naselje v Občini Hoče - Slivnica. 

## Geografija
Dokaj razloženo naselje leži na skrajnih vzhodnih obronkih Pohorja, na prehodu na ravnino Dravskega polja, zahodno od ceste Maribor - Slovenska Bistrica. Naselje nima pravega jedra in se na severu zrašča s Slivnico pri Mariboru. Najvišja višina kraja je okoli 550 metrov nad morjem.

## Zgodovina
Naselje se je zelo razširilo v sedemdesetih in osemdesetih letih preteklega stoletja, ko so bile med starejšimi, še danes ohranjenimi kmetijami ob stari opekarni zgrajene stanovanjske hiše, katerih lastniki so bili zaposleni večinoma v Mariboru.

## Demografija
Po podatkih Statističnega urada Republike Slovenije (SURS) iz leta 2014, v naselju živi 1732 prebivalcev (od tega 836 moških ter 896 žensk).

## Šport
Radizel je znan po motokrosu, saj je tukaj največja motokros proga v Sloveniji. 

## Znane osebnosti
- Sašo Kragelj, slovenski motokrosist